# Минчо Йорданов
Минчо Йорданов (на македонска литературна норма: Минчо Jорданов) е политик и предприемач от Северна Македония.

## Биография
Роден е на 1 юли 1944 година в град Щип. През 1968 година завършва Технологично-металургичния факултет на Белградския университет. От 1992 година работи в щвейцарската фирма „Дуферко“, заета в стоманената промишленост, а през 1997 става член на борда на фирмата. Между 1989 и 1992 година е директор на представителството на „Технометал-Вардар“ в Москва. Между 2004 и 2006 година е вицепремиер в правителството на Владо Бучковски.
Към края на 2013 г. Йорданов притежава директно, а в много от случаите чрез компанията „Репро уан лимитед“ дялове в редица компании в Република Македония, сред тях: 23,22% от акциите на строителната компания „Бетон“; 21,3% от акциите на РЖ „Интер трансшпед“, „Макстил“, 21,37% от акциите на РЖ „Економика“, 80,96% от консултантската компания РЖ КПОР. Семейството на Минчо Йорданов притежава също клиниката „Ремедика“, всекидневника „Нова Македония“, изданието „Капитал“, винарската изба „Стоби“..
По данни от 2011-2013 г. Йорданов е смятан за най-богатия гражданин на Република Македония.
На 10 ноември 2013 г. той заедно с Любчо Зиков и Владо Бучковски основава нов центристки политически субект - Алианс за позитивна Македония.